# Kan’in Kotohito

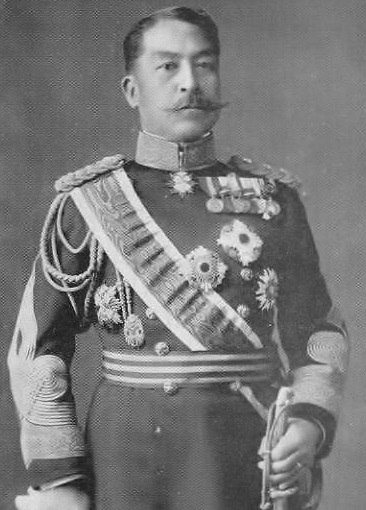
Prinz Kan’in Kotohito

Prinz Kan’in Kotohito (japanisch 閑院宮載仁親王, Kan’in-no-miya Kotohito-shinnō; * 10. November 1865 in Kyōto; † 20. Mai 1945) war ein japanischer Generalfeldmarschall (Gensui) der Kaiserlich Japanischen Armee, der zwischen 1931 und 1940 Chef des Generalstabes der Kaiserlich Japanischen Armee (Sanbō Honbu) war.

## Leben

### Militärische Laufbahn, Aufstieg zum Generalfeldmarschall und Generalstabschef
Prinz Kan’in Kotohito und wurde als sechzehnter Sohn von Prinz Fushimi Kuniie geboren, der Oberhaupt des Fushimi-no-miya-Zweiges (Shinnōke) des Kaiserhauses war. Zu seinen Geschwistern gehörten die Prinzen Kuni Asahiko, Komatsu Akihito, Yamashina Akira, Higashifushimi Yorihito, Kitashirakawa Yoshihisa, Kitashirakawa Satonari, Kachō Hirotsune sowie Fushimi Sadanaru. Seine Schwester Prinzessin Yoriko war die Mutter der Kaiserin Shōken.
Er selbst begann 1877 eine Offiziersausbildung an der Heeresoffizierschule (Rikugun Shikan Gakkō), die er 1881 abschloss. Im Anschluss wurde er Militärattaché in Frankreich und besuchte nach seiner Rückkehr die Heereshochschule (Rikugun Daigakkō), die er 1894 abschloss. Im Anschluss nahm er am Ersten Japanisch-Chinesischen Krieg teil. Nach seiner Beförderung zum Oberstleutnant im November 1897 wurde er Kommandeur des 1. Kavallerieregiments und bekleidete diesen Posten bis zum 28. Oktober 1899. Danach unternahm er zwischen dem 28. Oktober 1899 und dem 25. Januar 1900 eine Studienreise nach Europa (zum Beispiel war er am 19. Juni 1900 bei Kaiser  Wilhelm II in Berlin) und wurde am 3. November 1899 zum Oberst befördert, ehe er nach seiner Rückkehr wurde er am 25. Januar 1900 zum Generalstab des Heeres versetzt wurde.
Nach seiner Beförderung Generalmajor am 3. November 1901 war Prinz Kan’in Kotohito vom 3. November 1901 bis zum 21. September 1904 Kommandeur der 2. Kavalleriebrigade und nahm mit dieser am Russisch-Japanischen Krieg teil. Im Anschluss wurde er am 21. November 1904 zum Hauptquartier der Besatzungsarmee in der Mandschurei versetzt, wo er am 3. November 1904 zum Generalleutnant befördert wurde. Danach fand er von Mai bis zum 20. Dezember 1905 Verwendung im Kaiserlichen Hauptquartier sowie im Anschluss zwischen dem 20. Dezember 1905 und dem 3. Februar 1906 im Generalstab des Heeres. Anschließend bekleidete er als Nachfolger von Generalleutnant Iida Shunsuke vom 3. Februar 1906 bis zu seiner Ablösung durch Generalleutnant Kigoshi Yasutsuna am 6. September 1911 den Posten als Kommandeur der 1. Division (Dai-ichi shidan).
Danach übernahm Prinz Kan’in Kotohito am 6. September 1911 den Posten als Kommandeur der 1. Garde-Division der Kaiserlichen Garde (Konoe shidan), den er bis zum 27. November 1912 innehatte. Nach seiner Beförderung zum General am 27. November 1912 wurde er Mitglied des Obersten Kriegsrates (Gunji Sangiin), dem er bis zu seinem Tode angehörte. Am 12. Dezember 1919 wurde ihm der Titel eines Generalfeldmarschalls (Gensui) der Kaiserlich Japanischen Armee verliehen. Zuletzt wurde er am 23. Dezember 1931 als Nachfolger von General Kanaya Hanzō Chef des Generalstabes der Kaiserlich Japanischen Armee (Sanbō Honbu) und übte dieses Amt bis zum 3. Oktober 1940 aus, woraufhin General Sugiyama Hajime seine Nachfolge antrat.

### Ehe und Familie
Aus seiner am 19. Dezember 1891 geschlossenen Ehe mit Sanjō Chieko, einer Tochter von Sanjō Sanetomi, gingen fünf Töchter und zwei Söhne hervor, darunter Prinz Kan’in Haruhito, der als Generalmajor in der Kaiserlich Japanischen Armee diente.